# Cueta sauteri
Cueta sauteri is een insect uit de familie van de mierenleeuwen (Myrmeleontidae), die tot de orde netvleugeligen (Neuroptera) behoort. 
Cueta sauteri is voor het eerst wetenschappelijk beschreven door Esben-Petersen in 1913.